# Neukalen
Peenestadt Neukalen ist eine mecklenburgische Landstadt im Norden des Landkreises Mecklenburgische Seenplatte in Mecklenburg-Vorpommern. Bis 2005 war die Stadt Teil des Amtes Am Kummerower See und gehört seither zum Amt Malchin am Kummerower See. Seit 2012 trägt sie den offiziellen Namenszusatz „Peenestadt“.

## Geografie

### Geografische Lage

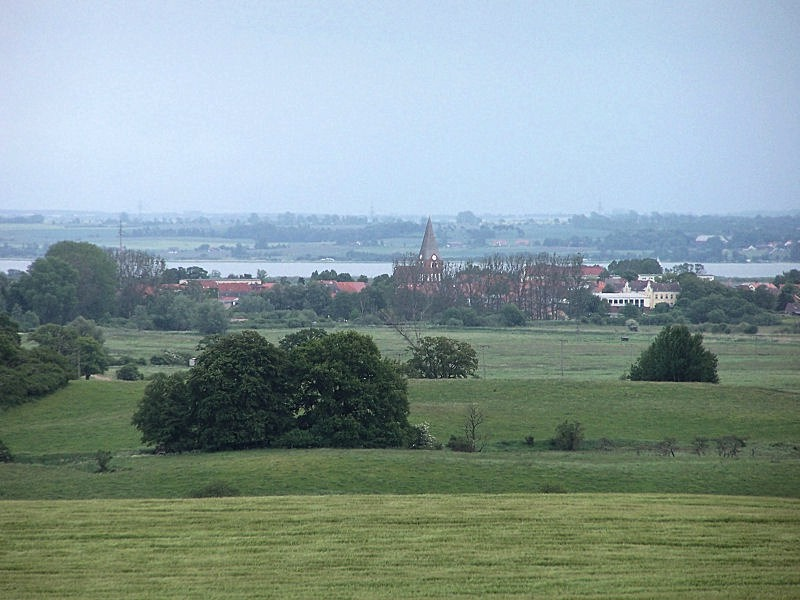
Blick über Neukalen zum Kummerower See

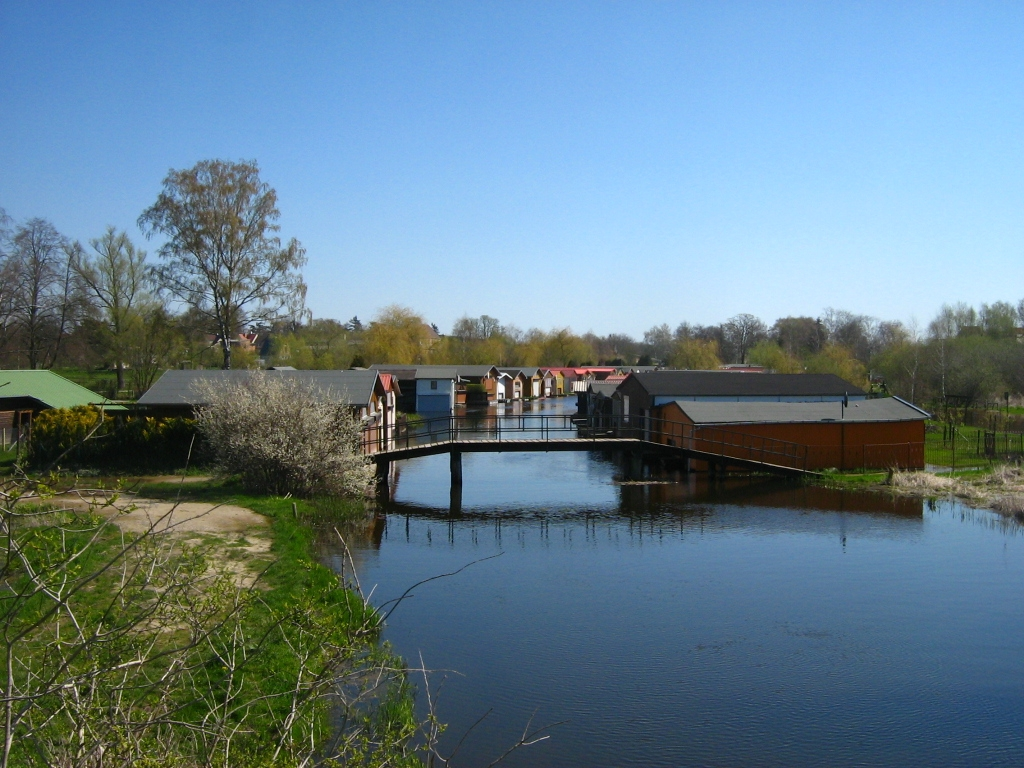
Bootshäuser an der Peene

Neukalen liegt westlich des Kummerower Sees am Ufer der Teterower Peene rund zehn Kilometer nördlich von Malchin. Die Stadt liegt teilweise im Naturpark Mecklenburgische Schweiz und Kummerower See.

### Stadtgliederung
Zu Neukalen gehören folgende Ortsteile:
| - Neukalen - Karnitz - Schlakendorf | - Schönkamp - Schorrentin - Warsow |

## Geschichte

### Name
Der Name Kalen oder auch Kalno und Kalna kommt aus dem altpolabischen und bedeutet Sumpf (kal) oder Morast. Zunächst wurde 1174 das heutige Altkalen erwähnt, 1232 als urbs (Stadt) et stagnum (See) Kalenth und 1244 sowie 1283 als civitas et castrum Kalant. Im Jahre 1306 hieß es dann Novum Kalant und 1366 Nygenkalant.

### Mittelalter
(Alt-)Kalen wurde erstmals in einer Urkunde von 1174 erwähnt, wonach Fürst Borwin I. eine Stadt errichten ließ. Nach 1236 wurde Kalen, heute Altkalen, an der Handelsstraße von Stettin nach Rostock gelegen, von Fürst Heinrich Borwin III. zu Rostock als Stadt mit einer starken Befestigung ausgebaut. Die neue Stadt bekam Ländereien, und ihr wurde 1253 das Lübische Stadtrecht verliehen. Bereits 1281 wurde die Stadt aus unbekanntem Grund von dessen Sohn Fürst Waldemar von Rostock mit allen ihren Rechten an einen anderen Ort verlegt. Wahrscheinlich hatten sich durch die erstarkenden Städte Gnoien, Teterow und Malchin die Handelsströme verändert, und sie lag verkehrstechnisch nicht mehr günstig. So fand man zehn Kilometer südlich in dem Ort Bugelmast einen besseren Platz. Hier wurde laut Urkunde die Stadt Kalen 1281 neu gegründet, deshalb der Name Neukalen. Das alte Kalen wurde wieder zu einem Dorf, zu Altkalen. Innerhalb weniger Jahrzehnte errichteten die Bürger ihre Stadt neu. Der Grundriss der Stadt ist nahezu kreisförmig, durchzogen von rechtwinklig zueinander verlaufenden, damals ungepflasterten Straßen. Im Zentrum steht, umgeben vom Friedhof, die Kirche, mit deren Bau recht bald begonnen wurde. Eine Urkunde erwähnt 1318 zum ersten Mal eine Kirche.
Im Jahre 1314 kam Neukalen zum Fürstentum Werle, und 1382 wurde das gesamte Stadtgebiet an die Familie von Levetzow verpfändet. Es entstanden eine Stadtmauer mit Wall und Graben sowie zwei Stadttore, das Mühlen- und das Malchiner Tor. Im frühen 15. Jahrhundert wurde die einschiffige spätgotische Stadtkirche St. Johannes errichtet. Der Turm mit seinem achteckigen Turmhelm wurde 1439 vollendet. Neukalen war Landstadt in Mecklenburg und als solche eine der Städte im Wendischen Kreis, die bis 1918 auf mecklenburgischen Landtagen der 1523 vereinten Landstände vertreten waren.

### Neuere Zeit
Im Jahre 1809 wurde das baufällige Malchiner Tor abgerissen, 1875 auch das Mühlentor. Am 1. Mai 1945 wurde die Stadt von der Roten Armee besetzt, wobei es zu Plünderungen und Vergewaltigungen kam. Zahlreiche Bürger begingen Suizid. Von 1952 bis 1994 gehörte Neukalen zum Kreis Malchin (bis 1990 im DDR-Bezirk Neubrandenburg, danach im Land Mecklenburg-Vorpommern). Im Jahre 1994 wurde die Stadt in den Landkreis Demmin eingegliedert. Seit der Kreisgebietsreform 2011 liegt die Stadt im Landkreis Mecklenburgische Seenplatte. Innenstadt und Rathaus wurden im Rahmen der Städtebauförderung seit 1991 grundlegend saniert.

### Geschichte der Ortsteile
Karnitz
Erstmals wurde das Dorf in einer Urkunde vom 4. April 1232 erwähnt. 1314 waren 16 Bauernstellen vorhanden, die aber nach und nach gelegt wurden. Mitte des 18. Jahrhunderts kam Karnitz in den Besitz der Rittergutsfamilie von Levetzow auf Lelkendorf. Es gab eine Ziegelei und eine Windmühle (bis 1908). 1932 kaufte Professor Hass aus Hamburg das Gut, musste es aber 1945 verlassen. Bei der Bodenreform wurde das Land aufgeteilt. Das Gutshaus brannte 1978 ab.
Schlakendorf
Der Ort wurde erstmals in einer Urkunde vom 30. März 1287 genannt. Um 1314 war es ein recht bedeutender Ort im Lande Hart. Das Dorf hatte 25 Bauernstellen sowie eine 1305 errichtete Kirche mit Pfarrstelle und Küsterei. Die Bauern waren im Laufe der Zeit gelegt worden, und das Dorf kam in der Mitte des 17. Jahrhunderts unter herzogliche Verwaltung (Domäne). Im Jahre 1738 war die baufällige Kirche  eingestürzt. Im Jahre 1756 wurde die Verwaltung des Amtes Neukalen nach Schlakendorf verlegt und ein großes zweistöckiges Gebäude dazu errichtet. Als ab 1782 die Amtsverwaltung von Dargun aus erfolgte, bezog der neue Pächter Döhn das große Haus. Maurermeister Wilhelm Harm erbaute 1888 auf dem 1879 neu angelegten Friedhof eine sehenswerte kleine Friedhofskapelle. Das Schulgebäude stammt von 1887. Der letzte Pächter des Hausgutes, Ahlert, musste Schlakendorf 1945 verlassen.
Franzensberg
Zu Beginn des 19. Jahrhunderts wurde für den herzoglichen Forst ein neues Forsthaus benötigt. Dieses Forstgehöft wurde nahe der herzoglichen Waldung erbaut und erhielt zu Ehren des regierenden Herzogs Friedrich Franz I. von Mecklenburg den Namen Franzensberg. Im Jahre 1821 bezog der Förster Georg Friedrich Pflugradt das neue Forstgehöft. Ab 1913 wurde das Gehöft als Bauernstelle mit wechselnden Besitzern verpachtet. Seit 1958 wird es als Landschulheim benutzt.
Schönkamp
Der herzogliche Pachthof von 1756 mit Tagelöhnerkaten und Wirtschaftsgebäuden erhielt 1758 die Bezeichnung Schönenkamp. Bis 1945 bewirtschafteten Pächter die 306 Hektar, zuletzt die Familie Mussäus. Das baufällige Herrenhaus wurde um 1990 abgerissen. Heute gibt es in Schönkamp nur noch wenige Einwohner.
Schorrentin
Schorrentin wurde nach seinen ersten slawischen Besitzern Skoreta als Skoretin benannt. Eine heilige Stätte war ein Lindenhain, in welchem die Slawen ihren Göttern Opfergaben brachten. Spätestens in der Mitte des 13. Jahrhunderts dürften die ersten deutschen Siedler eingetroffen sein. Es gab danach das alte slawische Dorf und in einiger Entfernung das neue deutsche Schorrentin mit einer Kirche. Der Bau der ersten Kirche erfolgte um 1230/1260; das Langhaus als Ersatz folgte bis 1390. Das slawische Dorf hat noch mindestens bis in die zweite Hälfte des 16. Jahrhunderts selbstständig bestanden. Schorrentin und die Kirche wurden urkundlich am 16. Juni 1305 erwähnt. Gutsbesitzer waren u. a. die Familien von Levetzow (1366 bis nach 1755) und Viereck (1826–1917).
Warsow
Das ehemalige Bauerndorf wird in einer Urkunde vom 4. April 1232 erstmals erwähnt. Der ursprüngliche Dorfkern mit den niederdeutschen Hallenhäusern ist nicht mehr erkennbar. Die Wohnhäuser sind recht weitläufig über die Feldmark verteilt, nachdem von 1829 bis 1831 elf Büdnereien am Weg von den sogenannten Judentannen bis zum Wald am nördlichen Dorfrand – früher als Eisser Born bezeichnet – entstanden und ab 1908 auch Häuser an der Straße von Neukalen nach Dargun erbaut wurden.

### Eingemeindungen
Am 1. Januar 1951 wurden die bis dahin eigenständigen Gemeinden Schlakendorf, Schorrentin und Warsow eingegliedert.

## Bevölkerung
| Jahr | Einwohner |
| ---- | --------- |
| 1990 | 2602      |
| 1995 | 2512      |
| 2000 | 2392      |
| 2005 | 2187      |
| 2010 | 2022      |
| 2015 | 1779      |

| Jahr | Einwohner |
| ---- | --------- |
| 2020 | 1747      |
| 2021 | 1744      |
| 2022 | 1747      |
| 2023 | 1753      |

Stand: 31. Dezember des jeweiligen Jahres

## Religion
Etwa 34 Prozent der Bevölkerung sind evangelisch, 8 Prozent Katholiken.
Gotteshäuser der evangelisch-lutherischen Kirchengemeinde Neukalen sind die Johanneskirche Neukalen und die Radwanderkirche Schorrentin. Die Gemeinde gehört der Region Rostock im Kirchenkreis Rostock der Evangelisch-Lutherischen Kirche in Norddeutschland an.
Die katholische Kirche Neukalen, die erst 1994 eingeweiht wurde, gehört zur Pfarrgemeinde St. Petrus in Teterow im Erzbistum Hamburg.

## Politik

### Stadtvertretung
Die Stadtvertretung von Neukalen besteht aus 12 Mitgliedern. Die Kommunalwahl am 9. Juni 2024 führte bei einer Wahlbeteiligung von 64,0 % zu folgendem Ergebnis:
| Partei / Wählergruppe                     | Stimmenanteil 2019 | Sitze 2019 |  | Stimmenanteil 2024 | Sitze 2024 |
| ----------------------------------------- | ------------------ | ---------- |  | ------------------ | ---------- |
| CDU                                       | 80,4 %             | 10         |  | 100,0 %            | 12         |
| Einzelbewerberin Ilona Rettig             | 06,3 %             | 01         |  | –                  |            |
| SPD                                       | 05,5 %             | 01         |  | –                  | –          |
| Einzelbewerberin Gesine Parpart           | 04,5 %             | –          |  | –                  | –          |
| Wählergemeinschaft Ländlicher Raum (WGLR) | 03,0 %             | –          |  | –                  | –          |
| Einzelbewerber Hans-Reinhard Kern         | 00,3 %             | –          |  | –                  | –          |
| Insgesamt                                 | 100 %              | 12         |  | 100 %              | 12         |

### Bürgermeister
- 2008–2022: Willi Voß (CDU)[11]
- seit 2022: Rico Zoschke (CDU)

Voß wurde in der Bürgermeisterwahl am 26. Mai 2019 ohne Gegenkandidat mit 91,9 Prozent der gültigen Stimmen in seinem Amt bestätigt. Er starb am 25. Juni 2022.
Zoschke wurde bei der Bürgermeisterwahl am 13. November 2022 als einziger Kandidat mit 82,4 % der gültigen Stimmen zu seinem Nachfolger gewählt. Er wurde am 9. Juni 2024 wiederum ohne Gegenkandidat mit 78,2 % der gültigen Stimmen in seinem Amt bestätigt. Seine Amtsdauer beträgt fünf Jahre.

### Wappen
| Wappen der Stadt Neukalen | Blasonierung: „In Silber ein offenes rotes Stadttor, bestehend aus zwei durch einen Bogen verbundenen, dreifach gezinnten Seitentürmen mit je zwei schwarzen Fenstern und je einer nach innen weisenden, abgestützten Zinnenplattform, auf dem Bogen ein Turm mit drei schwarzen Fenstern, Zinnenplatte und Spitzdach; im Torbogen ein gelehnter goldener Schild, darin ein hersehender, golden gekrönter schwarzer Stierkopf mit geschlossenem Maul und silbernen Hörnern, auf dem Schild ein seitlich gekehrter blauer Kübelhelm mit einer Pfauenfederrosette in natürlichen Farben.“ |
| Wappen der Stadt Neukalen | Wappenbegründung: Das nach dem Siegelbild des SIGILLVM CIVITATIS DE CALANT - als Abdruck erstmals 1283 überliefert und eine nicht ganz korrekte Wiedergabe der Helmzier enthaltend - gestaltete und in der jetzigen Form im April 1858 festgelegte Wappen vereint ein städtisches Symbol, ein offenes Tor, mit dem ältesten Wappenbild der Herrschaft Rostock. Das Stadttor versinnbildlicht eine befestigte Stadt, der schwarze Stierkopf mit dem geschlossenen Maul die Zugehörigkeit Neukalens zur damaligen Herrschaft Rostock. Das Wappen wurde am 10. April 1858 vom Großherzog Friedrich Franz II. von Mecklenburg-Schwerin festgelegt, ca. 1978 neu gezeichnet und unter der Nr. 131 der Wappenrolle des Landes Mecklenburg-Vorpommern registriert. |

### Flagge
Die Stadt verfügt über keine amtlich genehmigte Flagge.

### Dienstsiegel
Das Dienstsiegel zeigt das Wappen der Stadt mit der Umschrift PEENESTADT NEUKALEN.

## Sehenswürdigkeiten
- Pfarrkirche St. Johannes, erstmals 1318 erwähnte gotische Backsteinkirche mit Kirchenschiff von um 1400 und Westturm von 1439
- Katholische Kirche von 1994
- Altstadt mit zahlreichen Straßen in kreisförmiger Siedlungsplanung
- Schulhaus von um 1863 im Tudorstil
- Windmühle von 1866, heute Wohnhaus ohne Flügel
- Bahnhof von 1908, heute Eisenbahnmuseum
- Hafen mit Wasserwanderrastplatz an der Peene nahe dem Kummerower See
- Jüdischer Friedhof mit ca. zehn Grabsteinen
- Dorfkirche Schorrentin mit Langhaus aus dem 14. Jahrhundert, Kirchturm von 1767. Neben der Kirche befindet sich das Mausoleum der Familie Viereck.
- Gutshaus Schorrentin im Tudorstil
- Gedenkstein für den kommunistischen Landtagsabgeordneten Willi Schröder, der 1944 im KZ Sachsenhausen ermordet wurde, in Schorrentin am Ortsausgang in Richtung Neukalen
- Naturschutzgebiete Neukalener Moorwiesen, Kleine Rosin und Große Rosin

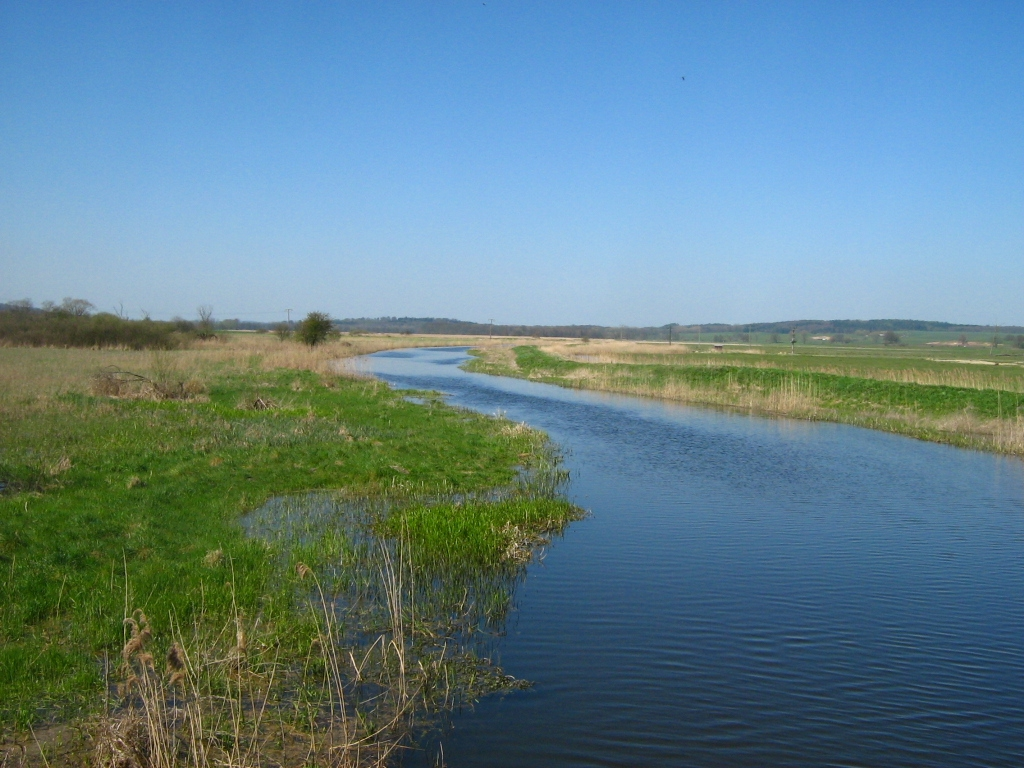
Peenelandschaft
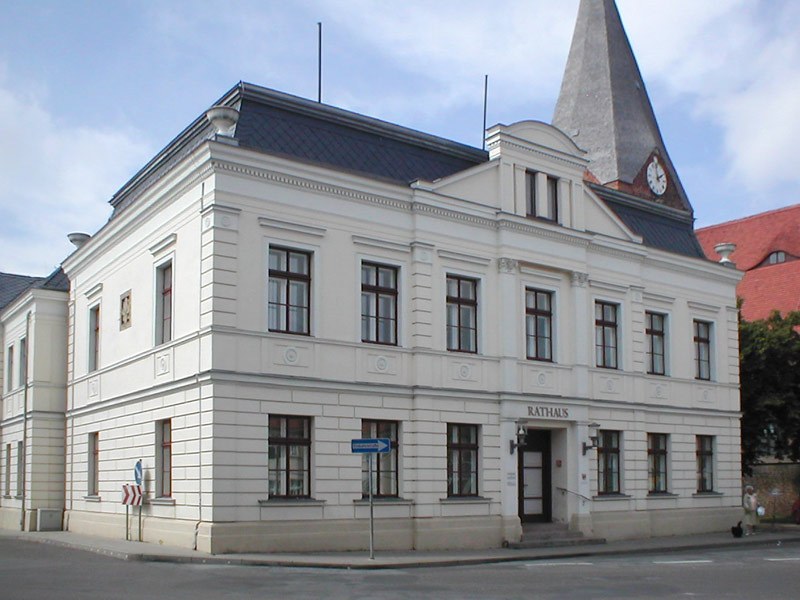
Rathaus Neukalen
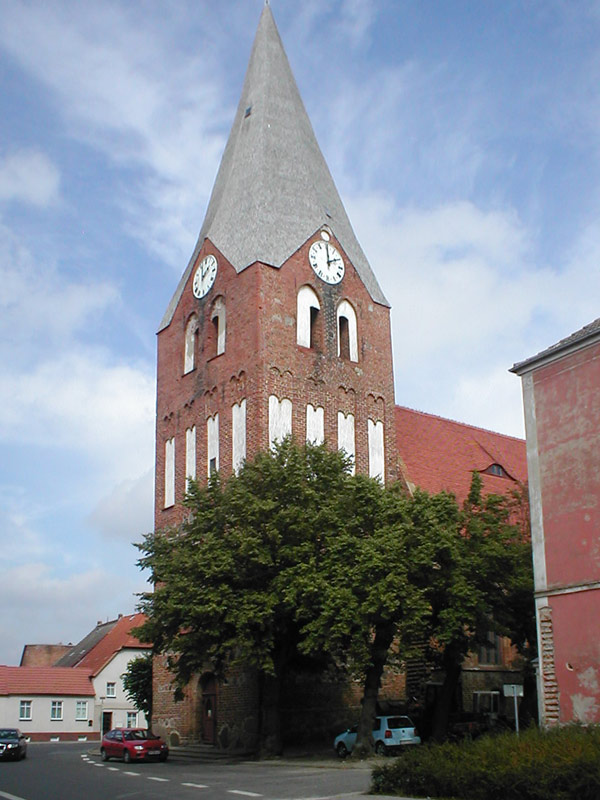
Pfarrkirche St. Johannes
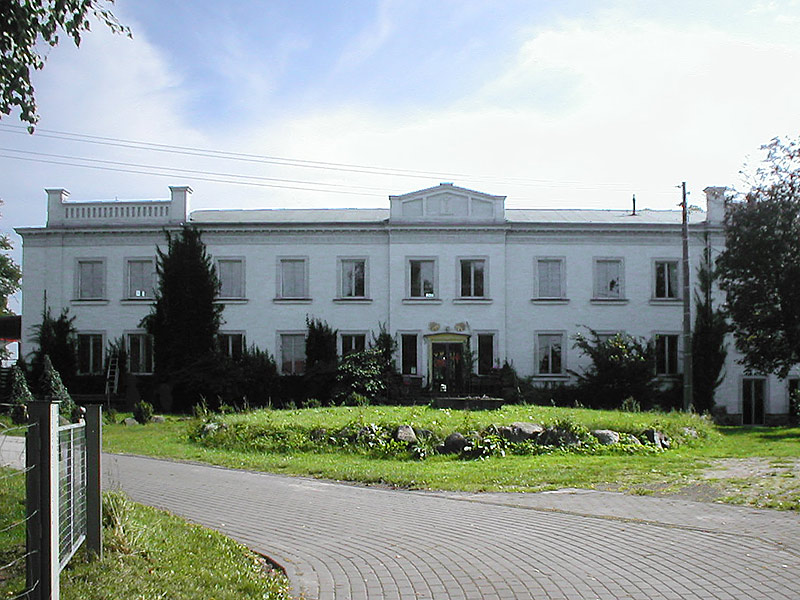
Gutshaus Schorrentin
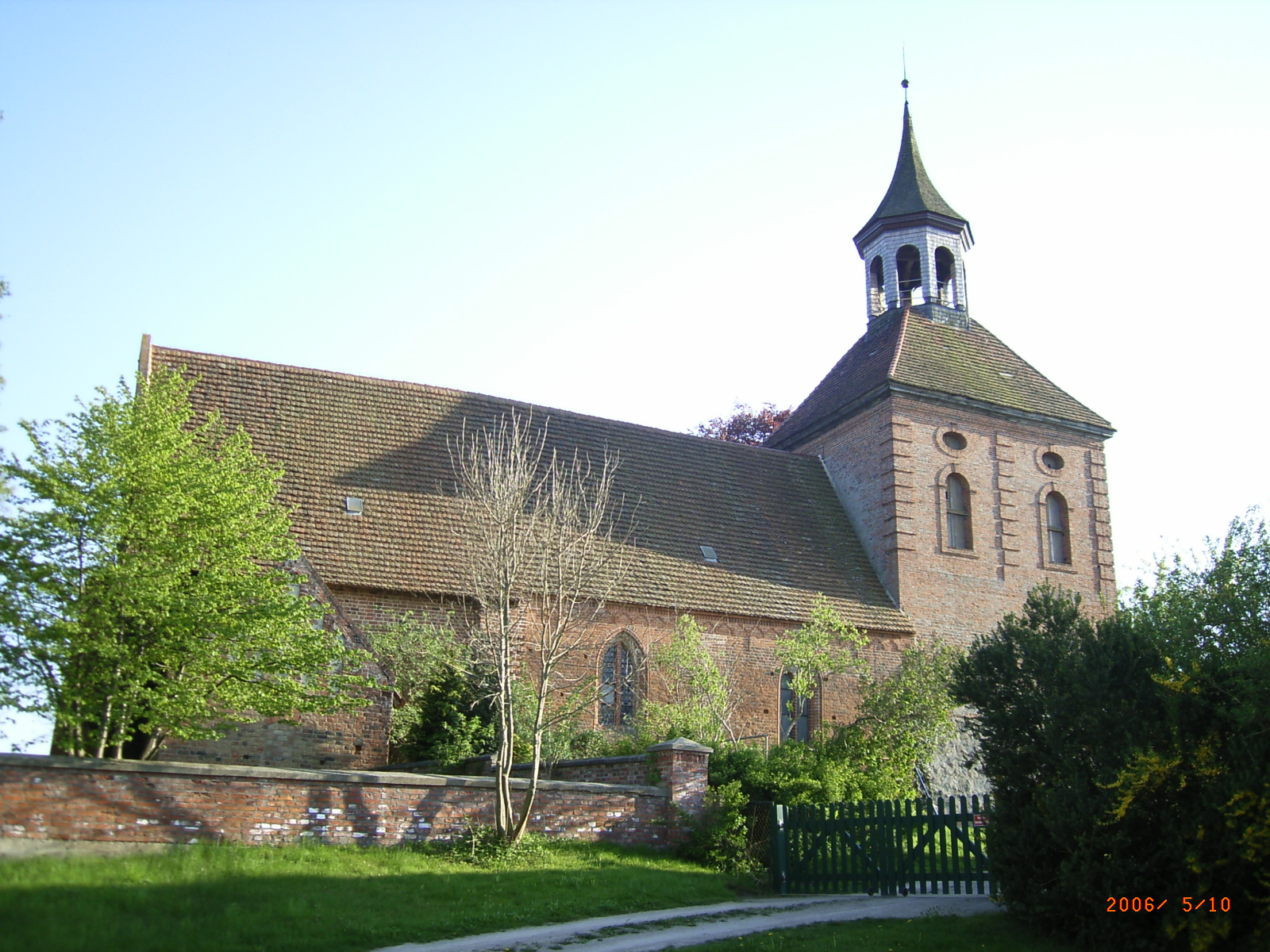
Dorfkirche Schorrentin

## Wirtschaft und Infrastruktur

### Verkehr
Neukalen liegt an den Landesstraßen L 20 zwischen Dargun und Malchin und L 201 von Neukalen nach Gnoien.
Die Stadt hat keinen Eisenbahnanschluss. Der nächstgelegene Bahnhof ist Malchin an der Bahnstrecke Bützow–Stettin. Er wird von der Regional-Expresslinie RE 4 (Lübeck–Stettin) bedient.
Die Bahnhöfe Neukalen und Schorrentin lagen an der Bahnstrecke Malchin–Dargun. Der Personenverkehr wurde 1996 eingestellt. Seit 2002 wird die Strecke auf dem Abschnitt Dargun–Neukalen–Salem als Draisinenstrecke genutzt (Naturpark-Draisine Dargun).

### Bildung
- AWO Spatzenschule Neukalen (Grundschule in freier Trägerschaft), Thomas-Müntzer-Str. 4 a

## Persönlichkeiten

### Söhne und Töchter der Stadt
- Theodor Diederich von Levetzow (1801–1869), Staatsminister in Mecklenburg-Schwerin, in Karnitz geboren
- Gustav Pflugradt (1828–1908), Landschaftsmaler, in Franzensberg geboren
- Sigmund Hirsch (1845–1908), Unternehmer
- Gustav Kohfeldt (1867–1934), Universitätsbibliothekar in Rostock
- Willi Schröder (1897–1944), Politiker (KPD), in Schorrentin geboren[20]
- Hans Wilhelm Viereck (1903–1946), Pflanzensammler in Mexiko, in Schorrentin geboren
- Hans Joachim Kuhlmann (1919–2013), Bibliothekar
- Anke Borchmann (* 1954), Ruderin, Olympiasiegerin und zweifache Weltmeisterin

### Mit Neukalen verbundene Persönlichkeiten
- Johann Mantzel (1643–1716), Pastor in Neukalen
- Ludwig Kreutzer (1833–1902), Schriftsteller, lebte in Neukalen
- Paul Lindemann (1871–1924), Bürgermeister in Neukalen
- Marc Reinhardt (* 1978), Politiker (CDU), lebt in Neukalen